# Championnat d'Irlande du Nord de football 1994-1995
Navigation
Édition précédente Édition suivante
Le 93e Championnat d'Irlande du Nord de football se déroule en 1994-1995. Après 19 ans d’attente, Crusaders FC remporte son troisième titre de champion d’Irlande du Nord avec sept points d’avance sur le deuxième Glenavon FC. Portadown FC, complète le podium.  
C’est la dernière saison avec 16 clubs. La fédération nord-irlandaise réforme son championnat. À la fin de la saison seulement huit équipes garderont leur place dans l’élite. Les huit autres joueront en deuxième division l’année suivante. Le choix des qualifiés ne se fait pas seulement que les résultats de cette saison mais sur l’addition des deux dernières saisons, 1993-1994 et 1994-1995.
Avec 27 buts marqués,  Glenn Ferguson  de Glenavon FC remporte pour la première fois le titre de meilleur buteur de la compétition.

## Les 16 clubs participants
| Club                              | Stade                 | Capacité | Ville         |
| --------------------------------- | --------------------- | -------- | ------------- |
| Ards FC                           | Castlereagh Park      | 8 000    | Newtownards   |
| Ballyclare Comrades Football Club | Dixon Park            | 4 000    | Ballyclare    |
| Ballymena United                  | The Showgrounds       | 7 500    | Ballymena     |
| Bangor FC                         | Clandeboye Park       | 4 000    | Bangor        |
| Carrick Rangers                   | Taylor's Avenue       | 6 000    | Carrickfergus |
| Cliftonville FC                   | Solitude              | 7 200    | Belfast       |
| Coleraine FC                      | The Showgrounds       | 6 600    | Coleraine     |
| Crusaders FC                      | Seaview               | 9 100    | Belfast       |
| Distillery FC                     | New Grosvenor Stadium | 8 000    | Lisburn       |
| Glenavon FC                       | Mourneview Park       | 7 300    | Lurgan        |
| Glentoran FC                      | The Oval              | 14 100   | Belfast       |
| Larne FC                          | Inver Park            | 6 000    | Drumahoe      |
| Linfield FC                       | Windsor Park          | 20 500   | Belfast       |
| Newry Town                        | The Showgrounds       | 6 500    | Newry         |
| Omagh Town Football Club          | St. Julian's Road     | 5 000    | Omagh         |
| Portadown FC                      | Shamrock Park         | 5 800    | Portadown     |

## Compétition

### Classement
Le classement est établi sur le barème de points classique (victoire à 3 points, match nul à 1, défaite à 0).
| Rang | Équipe              | Pts | J  | G  | N  | P  | Bp | Bc | Diff |
| ---- | ------------------- | --- | -- | -- | -- | -- | -- | -- | ---- |
| 1    | Crusaders FC        | 67  | 30 | 20 | 7  | 3  | 58 | 25 | +33  |
| 2    | Glenavon FC         | 60  | 30 | 18 | 6  | 6  | 76 | 40 | +36  |
| 3    | Portadown FC        | 50  | 30 | 15 | 5  | 10 | 59 | 41 | +18  |
| 4    | Ards FC             | 50  | 30 | 15 | 5  | 10 | 55 | 42 | +13  |
| 5    | Glentoran FC        | 50  | 30 | 14 | 8  | 8  | 53 | 41 | +12  |
| 6    | Cliftonville FC     | 50  | 30 | 13 | 11 | 6  | 44 | 32 | +12  |
| 7    | Coleraine FC        | 49  | 30 | 12 | 13 | 5  | 52 | 39 | +13  |
| 8    | Linfield FC T C     | 44  | 30 | 11 | 11 | 8  | 48 | 34 | +14  |
| 9    | Omagh Town          | 42  | 30 | 10 | 12 | 8  | 42 | 38 | +4   |
| 10   | Distillery FC       | 42  | 30 | 12 | 6  | 12 | 45 | 47 | -2   |
| 11   | Bangor FC           | 38  | 30 | 8  | 14 | 8  | 42 | 38 | +4   |
| 12   | Ballymena United    | 29  | 30 | 7  | 8  | 15 | 43 | 53 | -10  |
| 13   | Carrick Rangers     | 25  | 30 | 6  | 7  | 17 | 43 | 77 | -34  |
| 14   | Ballyclare Comrades | 24  | 30 | 6  | 6  | 18 | 41 | 63 | -22  |
| 15   | Newry Town          | 21  | 30 | 4  | 9  | 17 | 34 | 74 | -40  |
| 16   | Larne FC            | 13  | 30 | 3  | 4  | 23 | 18 | 69 | -51  |

| Légende : Qualifications et relégations | Légende : Qualifications et relégations                                      |
| --------------------------------------- | ---------------------------------------------------------------------------- |
|                                         | Ligue des champions de l'UEFA 1995-1996                                      |
|                                         | Coupe d'Europe des vainqueurs de coupe de football 1995-1996                 |
|                                         | Coupe UEFA 1995-1996                                                         |
|                                         | Relégation en deuxième division                                              |
|                                         | T : Tenant du titre C : Vainqueurs de la Coupe d'Irlande du Nord de football |

## Bilan de la saison
| Tableau d'Honneur                         |              |
| Compétition                               | Vainqueur    |
| Championnat d'Irlande du Nord de football | Crusaders FC |
| Coupe d'Irlande du Nord de football       | Linfield FC  |

| Promotions et relégations | |
| Relégués                  | Larne FC Newry Town Ballyclare Comrades Carrick Rangers Ballymena United Coleraine FC Distillery FC Omagh Town |
| Promus                    | Aucun |

## Statistiques

### Meilleur buteur
1. Glenn Ferguson, Glenavon FC, 27 buts